# Danny Carey

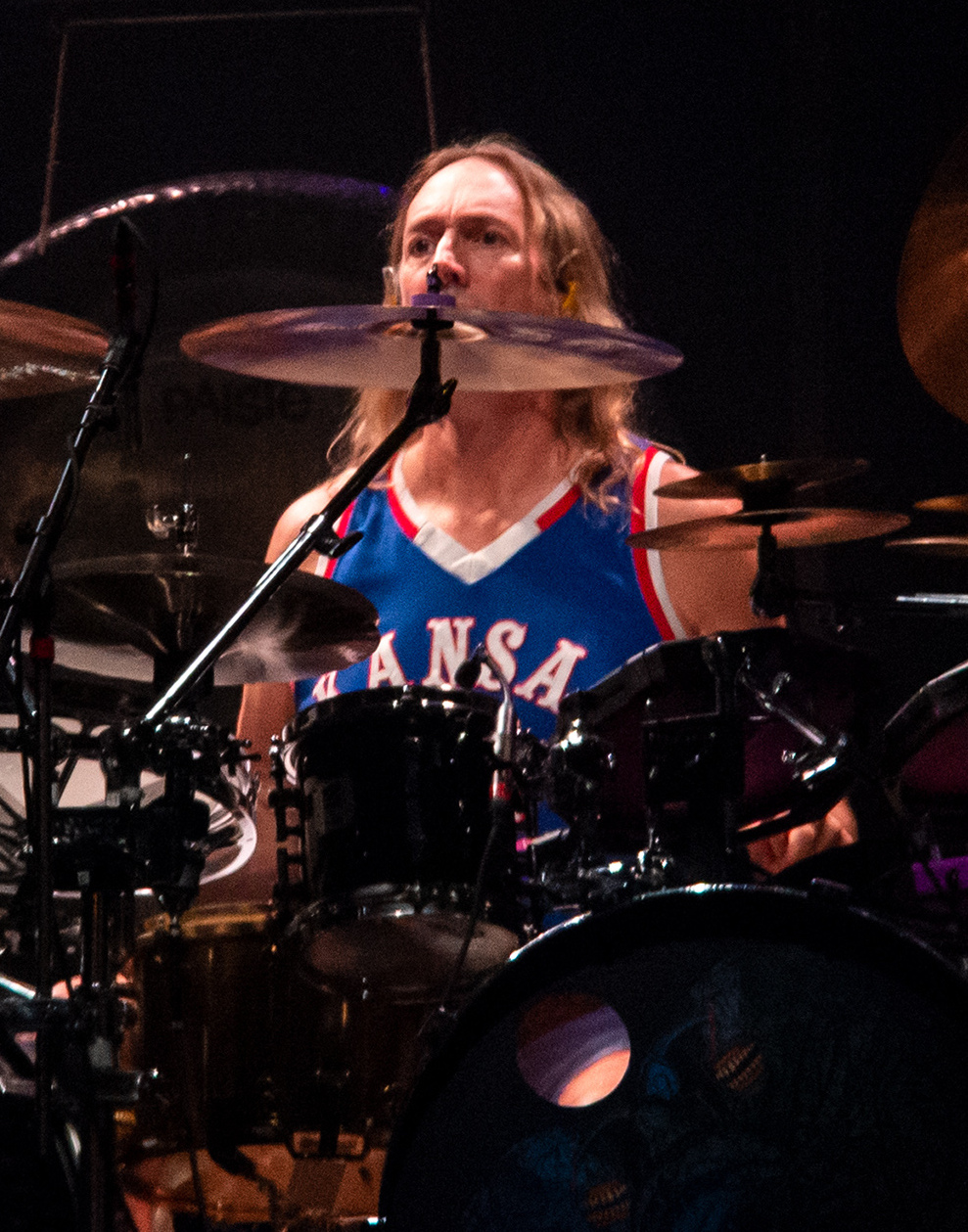
Danny Carey, 2019

Daniel „Danny“ Edwin Carey (* 10. Mai 1961 in Lawrence, Kansas) ist ein US-amerikanischer Schlagzeuger und Mitglied der Band Tool. Zusätzlich arbeitet er als Komponist und Produzent.

## Biografie
Im Alter von 10 Jahren trat Carey einer Schulband bei und nahm Privatunterricht auf der kleinen Trommel. Dabei lernte er auch Bongos zu spielen. Zwei Jahre später wechselte Carey zum Schlagzeug. In seinem Abschlussjahr an der High School schloss er sich schließlich einer Jazzband an. An der University of Missouri begann er ein Schlagzeugstudium und weitete dieses auf die Grundsätze der Geometrie, der Wissenschaft und der Metaphysik aus. In dieser Zeit sammelt er auch Erfahrungen in der Jazz-Szene von Kansas.
1986 verließ Carey die Universität und zog ins kalifornische Los Angeles. Dort arbeitete er als Studioschlagzeuger mit Künstlern wie Carole King und nahm einige Live-Mitschnitte mit der Band Pigmy Love Circus auf.
1990 stieg er bei der Band Tool ein, nachdem Frontsänger Maynard James Keenan und Gitarrist Adam Jones zuvor vergebens einen neuen Schlagzeuger gesucht hatten.

## Religion und Symbole
Auch wenn sich Carey nie zu bestimmten Religionen oder Philosophien hingezogen fühlte, interessiert er sich für magische Kräfte und den Okkultismus. So sind Symbole der Henochischen Sprache, geometrische Graphiken und weitere Symbole innerhalb seines Schlagzeugs und auf seinem Schlagzeug angebracht. Sein Vater, der am 22. Dezember 2013 an den Folgen eines Schlaganfalls verstarb, war ein Freimaurer.
Carey benutzt verschiedene Trommeltechniken, die auf geometrischen Figuren wie dem Hexagramm aufbauen. Das Ergebnis sind hörbar fließende Trommelschläge.

## Stil
In Careys Spiel finden sich Elemente aus den Bereichen Jazz, Fusion und diversen Metal-Genres wieder. Durch die komplexe Arbeit mit Snare- und Tom-Rhythmen verleiht Carey vielen Tool-Songs eine virtuose Struktur.
Carey ist begeisterter Tabla-Spieler, weshalb sich auch bei Tool einige Elemente dieses Schlaginstrumentes wiederfinden. Unterrichtet wurde er von Aloke Dutta, für den er auch das Album Sinuosity produzierte. Auf dem Album Side One von Adrian Belew spielt Carey beispielsweise den kompletten Song Matchless Men auf dem südasiatischen Schlaginstrument.
Der Rolling Stone listete Carey 2016 auf Rang 26 der 100 größten Schlagzeuger aller Zeiten.

## Randprojekte und andere musikalische Bemühungen
Neben seiner Arbeit mit Tool wirkt Carey auch in anderen Musikprojekten mit:
- einige Stücke mit Guns-N’-Roses-Gitarrist Slash auf dem Album Colour of Dreams von Carole King
- Green Jellÿ, eine amerikanische Heavy-Metal-Band
- The Wild Blue Yonder (Schlagzeug auf dem gleichnamigen Album)
- Lusk auf dem Album Free Mars einige Songs
- Collide auf dem Album Some Kind of Strange
- Pigface auf dem Album 90-96
- Electronica-orientiertes Projekt Zaum
- Pigmy Love Circus, mit dem er mehrere Alben aufnahm und produzierte
- Schlagzeug im Song Somewhere auf den Collide-Album Some Kind of Strange
- 2003 spielte er als Gast auf dem Album The Greater Wrong of the Right von Skinny Puppy
- Schlagzeug auf dem Album Side One und Side Three von Adrian Belew (zusammen mit Bassist Les Claypool)
- festes Mitglied der Band VOLTO!
- Komponist des Soundtracks zu I pass for Human
- Komponist des Soundtracks zu Tweeked
- Produzent des Albums Sinousity von Aloke Dutta
- Schlagzeug auf dem Album Legend of the Seagullmen von der Band Legend of the Seagullmen
- Trust Your Ears, eine DVD von und über Jeff Ocheltree. Dort spielt Carey die letzte Sequenz des Tool-Songs Lateralus.
- 2020 erschien auf dem Youtube-Channel des amerikanischen Drumstickherstellers Vic Firth ein viel beachtetes Drum-Cam Video von Carey zur Live-Performance des Songs "Pneuma" vom Tool-Album Fear Inoculum.[6]

## Equipment
Carey ist Endorser bei Sonor, Paiste, EVANS, Vic Firth und der Synthesia Corporation. Der Aufbau von Careys Sets veränderte sich über die Jahre und verschiedenen Projekte hinweg nur in wenigen Details.
Carey benutzt einen Doublebass-Aufbau mit zwei Tomtoms, zwei Floortoms und einer Snare. Dazwischen befinden sich Ride, Hihat, drei Crashs, zwei Chinas, diverse Bells und Splashs. Die Größen:
- Bassdrum: 24" links, 22" rechts (früher beide Bassdrums in 22")
- Toms: 8",10",14",16"
- Snare: 14" * 8"

### Tool-Drumkit
Eine Besonderheit an Careys Tool-Drumkits stellt der Einsatz von Elektronik dar. Zwischen den akustischen Modulen befinden sich sechs E-Drum-Pads, sogenannte „Mandala-Pads“, die er mit seinem Freund Vince DeFranco, Techniker des Herstellers Synthesia Corporation, entwickelte. Die dazugehörigen Samples werden mit dem Computerprogramm Battery II von Native Instruments gesteuert. E-Sounds sind fester Bestandteil der Tool-Songs. Careys aktuelles Drumset von Sonor ist ein Designer/SQ2-Maple-Set mit extrem dicken Kesseln im Finish Ebony.

### Weitere Sets/Besonderes
Unter Careys weiteren Sets befinden sich diverse ältere Sonor-Sets, ein Rototom-Set (welches er öfter mit VOLTO! spielt), ein Drum-Workshop-Set, und das wohl bekannteste Set, das Jeff-Ocheltree-Set von Paiste. Dieses Set besteht fast komplett aus Abfällen der Firma Paiste, die bei der Herstellung von Becken anfallen. Sie werden in einer Ankerfabrik eingeschmolzen (um sicherzustellen, dass kein Sauerstoff im Metall ist) und dann zu Kesseln verarbeitet. Dies erfordert einen hohen Aufwand, ist zeitaufwändig und daher sehr kostspielig (man schätzt das Kessel-Set auf ca. 70.000 $). Der Klang dieser Sets (Carl Palmer besitzt ebenfalls ein ähnliches Paiste-Set) ist sehr laut, aggressiv und trocken. Das Gewicht der Drumsets ist ebenfalls gewaltig: Eine Bassdrum wiegt ca. 50 kg. Carey bekam das Set kurz nach dem Tool-Album Lateralus geschenkt; er spielte es auf den Studioalben Side One und Side Three von Adrian Belew und benutzt es sonst auf den US-Touren von Tool. Carey besitzt zudem auch einige Snaredrums von Brady.

### Hardware
Carey benutzt größtenteils Hardware der Sonor Designer-Serie, wechselt jedoch oft Fußmaschinen und Hi-Hat. Momentan verwendet Carey ein Remote-Hi-Hat und zwei Fußmaschinen von Pearl der Serie Eliminator. Zuvor verwendete er u. a. ein Remote-Hi-Hat von Drum Workshop, Hi-Hat und Pedale von AXIS. Sonor Fußmaschinen waren ebenfalls in seinem Gebrauch. Der Drumhocker ist von der Firma Roc-n-Soc.

### Becken
Carey benutzt folgende Becken der Firma Paiste:
- 7.5" 2002 Cup Chime
- 8" 2002 Cup Chime
- 20" 2002 Novo China
- 6" 2002 Accent Cymbal
- 8" Signature Bell
- 8" New Signature Dark Energy Splash Mark I
- 10" New Signature Dark Energy Splash Mark I
- 18" Signature Full Crash
- 13" Signature Sound Edge Hi-Hat
- 19" Signature Power Crash
- 21" Signature Dry Heavy Ride
- 20" Signature Thin China
- 20" Signature Power Crash
- 5" 2002 Cup Chime
- 11/18" Noise Works Dark Buzz China
- 40" Symphonic Gong

### Felle
Carey benutzt folgende Felle der Firma Evans:
- „Genera 2“ Clear auf den Toms 8", 10", 14"
- „Genera 1“ Clear auf der Tom 16"
- „Powercenter“ und „Hazy 300“ auf der Snaredrum
- „EQ3“ und „Retro Screen“ (mit Aufdruck) auf den Bassdrums

Im Studio und live variiert die Auswahl gerne. Im Tool-Proberaum benutzt Carey z. B. „EC2“ auf allen Toms.

### Sticks
Carey benutzt Signature-Sticks der Firma Vic Firth. Diese Sticks sind dicker und schwerer als übliche Sticks und haben eine Art eingearbeiteten Griff. Sie zeigen zudem sein Logo und seine Unterschrift als Aufdruck. Früher benutzte Carey Signature-Sticks der Firma Trueline, welche heute noch unter dem Namen Tribal Assault erhältlich sind. Auch diese Sticks haben eine Art eingearbeiteten Griff, sind jedoch deutlich leichter und dünner als die neueren Sticks von Vic Firth.

## Persönliches
- Carey ist u. a. ein Anhänger der Jayhawks, dem Sportteam der University of Kansas. Bei Tool-Konzerten trägt er gelegentlich ein Basketballtrikot der Jayhawks mit der Nummer 22 und dem Namen „Carey“ auf dem Rücken. Name und Nummer stammen von dem Basketballer Jeff Carey der von 1999 bis 2002 für die Jaykaws spielte, mit dem Danny Carey allerdings nicht verwandt ist.
- Carey spielt momentan in der NBA Entertainment League mit Stars wie George Clooney und Snoop Dogg.
- Carey wurde ein Profi-Basketball-Vertrag angeboten, welchen er ablehnte, da er glaubte, nicht gut genug zu sein.
- Am 12. Dezember 2021 wurde Danny Carey im Kansas City International Airport vorübergehend polizeilich in Gewahrsam genommen, nachdem er dort mit einer Sicherheitskraft in Konflikt geraten war. Ihm wurde leichte Körperverletzung vorgeworfen, er soll der geschädigten Person mehrmals vor die Brust gestoßen und die Person beleidigt haben.[7][8] Nach der Zahlung einer Kaution kam er wieder auf freien Fuß. Die Verhaftung von Danny Carey durch die Polizei wurde auf Video aufgenommen, zu sehen ist, wie man ihm Handschellen anlegte.[9] Die Anklage wurde 2023 fallengelassen.